# Wapen van Ambt Ommen

Het wapen van Ambt Ommen

Het wapen van Ambt Ommen werd op 27 december 1898 per Koninklijk Besluit door de Hoge Raad van Adel aan de Overijsselse gemeente Ambt Ommen toegekend. Op 1 mei 1923 werd gemeente Ambt Ommen weer samengevoegd met gemeente Stad Ommen tot gemeente Ommen. De leeuw en de adelaar uit de wapens van beide gemeenten keerden terug in het wapen van Ommen.

## Blazoenering
De blazoenering van het wapen luidt als volgt:
Gedeeld; I in azuur een omgewende leeuw van goud, II in azuur een adelaar van goud; het veld omgeven door een blokkenzoom van goud en azuur.

## Verklaring

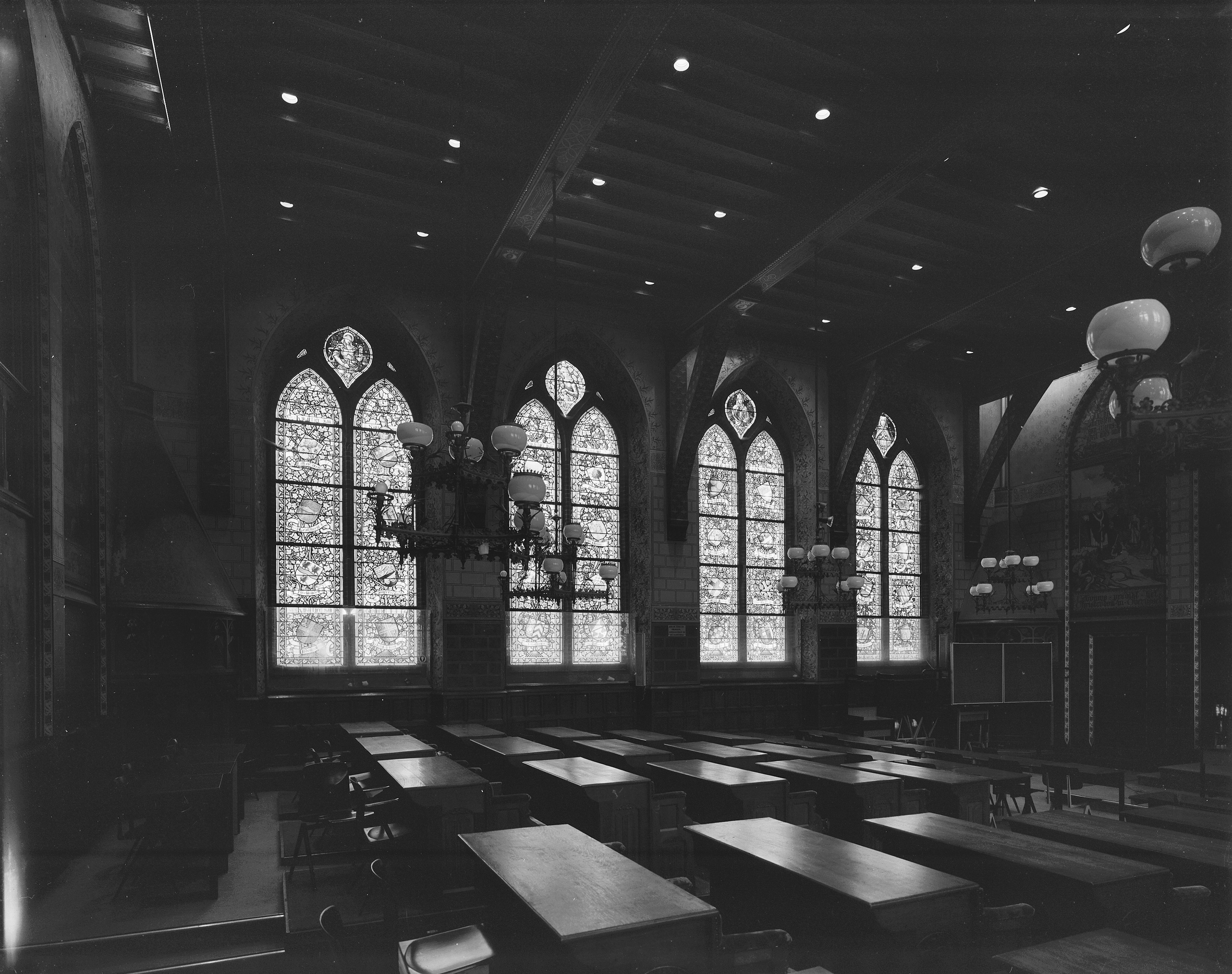
De glas in loodramen in het voormalige provinciehuis in Zwolle

De bouw van een nieuwe vergaderzaal voor de Staten van Overijssel eind 19e eeuw, waarin wapens van gemeenten opgenomen zouden worden in de ramen, leidde tot een (formele) aanvraag van een eigen wapen. Het wapen is afgeleid van het wapen van Stad Ommen.

## Verwante wapens

Wapen van Stad Ommen
Wapen van Den Ham
Wapen van Ommen

Ambt Almelo
· Ambt Delden
· Ambt Hardenberg
· Ambt Ommen
· Ambt Vollenhove
· Avereest
· Bathmen
· Blankenham
· Blokzijl
· Brederwiede
· Den Ham
· Denekamp
· Diepenheim
· Diepenveen
· Genemuiden
· Giethoorn
· Goor
· Grafhorst
· Gramsbergen
· Hasselt
· Heino
· Holten
· IJsselham
· IJsselmuiden
· Kamperveen
· Kuinre
· Lonneker
· Markelo
· Nieuwleusen
· Noordoostpolder
· Oldemarkt
· Olst
· Ootmarsum
· Rijssen
· Stad Almelo
· Stad Delden
· Stad Hardenberg
· Stad Ommen
· Stad Vollenhove
· Steenwijk
· Steenwijkerwold
· Urk
· Vollenhove
· Vriezenveen
· Wanneperveen
· Weerselo
· Wijhe
· Wilsum
· Zalk en Veecaten
· Zwartsluis
· Zwollerkerspel